# Internet Governance
Internet Governance „ist die Entwicklung und Anwendung durch Regierungen, den Privatsektor und die Zivilgesellschaft, in ihren jeweiligen Rollen, von gemeinsamen Prinzipien, Normen, Regeln, Vorgehensweisen zur Entscheidungsfindung und Programmen, die die Weiterentwicklung und die Nutzung des Internets beeinflussen.“ (Bericht der Arbeitsgruppe zur Internet Governance, Juli 2005)
Unter dem Begriff der Internet Governance werden Maßnahmen zusammengefasst, die den Zugang, die Stabilität und die Offenheit des Internets sicherstellen sollen. Denn trotz der grundsätzlich dezentralen Struktur des Internets müssen bestimmte wesentliche Internetfunktionen verwaltet und begrenzte Internetressourcen effizient verteilt werden. Das betrifft sowohl technische Fragen wie die weltweite Vergabe von IP-Adressen und die Registrierung von Domainnamen als auch andere Themen von grundsätzlicher Bedeutung, z. B. Datensicherheit, Künstliche Intelligenz oder Netzneutralität.
Regelungen und Mechanismen für Internet Governance sind die Themen einer teilweise hitzigen internationalen Debatte zwischen vielen unterschiedlichen Interessenvertretern des Internets. Bis heute gibt es keine einheitliche Auffassung darüber, wie Internet Governance in Zukunft international gehandhabt werden soll. Während die USA Vertreter des Status quo sind, fordern viele Länder, unter anderem die EU, aber auch viele Entwicklungsländer, weitergehende Mitsprache- und Mitbestimmungsmöglichkeiten.

## Hintergrund
Hintergrund der kontroversen Debatte ist einerseits, dass der Begriff so viele verschiedene Facetten hat, dass selbst die Begriffsdefinition (s. o.) schwierig war. Kern des Streits war jedoch die Frage, wer die Aufsichtsfunktion über zentrale Ressourcen im Internet hat. Während die Struktur des Internets grundsätzlich dezentral und nicht-hierarchisch angelegt ist, gibt es eine Ausnahme davon: das Domain Name System (DNS), bestehend aus 13 Root-Servern, welches strikt hierarchisch in einer Art Baumstruktur aufgebaut ist. Im DNS wird festgelegt, wie Internet Namen wie z. B. www.wikipedia.de in ihre IP-Adressen, also 194.54.168.123 übersetzt werden. Die Verwaltung dieses DNS Systems, in dem einerseits die obersten Domain-Namen, das sind die 'country-code Top Level Domains' (ccTLDs) wie z. B. .de, .fr, .uk, oder 'generic Top Level Domains' (gTLDs) wie z. B. .com, .net, .biz sowie andererseits IP-Adressräume vergeben werden, obliegt seit 1998 der Internet Corporation for Assigned Names and Numbers (ICANN), die aufgrund eines Memorandum of Understanding mit dem amerikanischen Handelsministerium (Department of Commerce, kurz: DoC) unter kalifornischem Recht registriert wurde. Änderungen an den Einträgen in den Root-Servern dürfen nur nach vorheriger Genehmigung des DoC vorgenommen werden. Viele Staaten haben Bedenken dagegen geäußert, dass somit die Änderungen an ihren Länder-Domain Namen von der Zustimmung der amerikanischen Regierung abhängig sind. Einige Länder zeigten sich außerdem nicht einverstanden damit, dass das Government Advisory Committee (GAC), ein Gremium innerhalb von ICANN, lediglich beratende Funktion, aber keine Entscheidungsbefugnisse hat, und forderten entsprechende Änderungen.
Da sich aber innerhalb der bestehenden Entscheidungsgremien keine Einigung ergab, beschloss man die Problematik auf einem Weltgipfel der Vereinten Nationen zum Thema der Informationsgesellschaft den politischen Entscheidungsträgern aller Länder der Welt zu präsentieren.

## Grundlegende Positionen

### Position der USA
In einer Rede vor der Wireless Communications Association (WCA) am 30. Juni 2005 präsentierte Michael Gallagher, Staatssekretär im amerikanischen Handelsministerium, folgende grundlegenden Positionen:
- Die Regierung der USA wollen die Sicherheit und Stabilität des Domain Namen und Adressierungs-Systems (DNS) sicherstellen. Da das Internet wichtig für die Weltwirtschaft ist, verpflichten sich die USA, keine Aktionen zu unternehmen, die einen nachteiligen Effekt auf das Internet hätten. Die Regierung der USA will daher ihre historische Rolle für die Genehmigung von Änderungen am Root Zone File beibehalten.

- Die USA erkennen die legitimen Interessen anderer Regierungen in Bezug auf das Management ihrer Länder-Domainnamen (ccTLDs) an. Daher verpflichten sich die USA, mit der internationalen Gemeinschaft zusammenzuarbeiten, um diese Anliegen zu adressieren, immer unter Berücksichtigung der fundamentalen Notwendigkeit, die Sicherheit und Stabilität des DNS zu garantieren.

- ICANN ist der richtige technische Manager des DNS im Internet. Die USA unterstützen weiterhin die fortlaufenden Arbeiten des ICANN und erkennt den Fortschritt an, der bereits erreicht wurde. Die USA wird weiterhin ihre Aufsichtsrolle über ICANN ausüben, so dass ICANN seinen Fokus behalten und seine technische Kernaufgabe ausüben kann.

- Der Dialog zur Internet Governance sollte in mehreren relevanten Foren stattfinden. Durch die Vielzahl der Themen, die zur Internet Governance zählen, kann es keine einzelne Veranstaltung geben, die in angemessener Weise das gesamte Sachgebiet adressieren kann. Während die USA anerkennt, dass das existierende Internet System funktioniert, wird ein anhaltender Dialog mit allen Interessenvertretern weltweit in den verschiedenen Foren angeregt. Die USA werden in diesen Foren marktbasierte Ansätze und die Führungsrolle des Privatsektors in der Entwicklung des Internets unterstützen.

### Position der Europäischen Union
Diese Äußerungen der USA waren für die Länder der Europäischen Union, ebenso wie für einige Entwicklungs- und Schwellenländer, schwer nachzuvollziehen, da dies einigen Vereinbarungen zu ICANN widersprach. Bei der PrepCom III zum WSIS Ende September 2005 in Genf legte daher die Europäische Union unter Führung der britischen Ratspräsidentschaft ein Diskussionspapier vor, das eine internationale Aufsicht über wesentliche Ressourcen des Internets vorzusehen schien. Während einige der Entwicklungsländer zunächst fanden, dass sie ihre Positionen in dem vage gehaltenen Text wiederfinden könnten, sahen die USA ihre Position durch den Vorschlag angegriffen. Zum Ende der Verhandlungen der PrepCom III lagen den Verhandlungsführern etwa 12 verschiedene Vorschläge vor, und man einigte sich darauf, die Verhandlungen in den drei Tagen vor dem Beginn des WSIS in Tunis, vom 13.–15. November 2005, fortzusetzen.

## Politische Entwicklung

### Weltgipfel in Genf (2003)
Bei dem ersten World Summit on the Information Society (WSIS) in Genf 2003 wurde daher diese Problematik unter dem Schlagwort „Internet Governance“ erstmals im Rahmen eines Weltgipfels der Vereinten Nationen diskutiert. Allerdings existierte zu dem Zeitpunkt noch nicht einmal Übereinstimmung darüber, mit welcher Definition von „Internet Governance“ man arbeiten wollte, um einen Ansatz zur Lösung der Problematik zu finden. Um zu vermeiden, dass der Gipfel über diese Frage scheiterte, einigten sich die Teilnehmer, das Thema einer Expertengruppe zu übertragen.

### Working Group on Internet Governance (WGIG)
Der damalige Generalsekretär der Vereinten Nationen Kofi Annan wurde gebeten, eine Arbeitsgruppe zur Internet Governance (WGIG) einzurichten, mit den Aufgaben, (1) eine Definition des Begriffs zu erarbeiten, (2) die Sachfragen zu klären und (3) einen Bericht zu erstellen, in dem  Empfehlungen für die politischen Entscheidungsträger des zweiten Teils des Weltgipfels für die Informationsgesellschaft in Tunis 2005 ausgesprochen werden.
Nachdem die WGIG im Juni 2005 ihren Bericht erstellt und ihre Empfehlungen ausgesprochen hatte, bei denen auch verschiedene Modelle vorgeschlagen wurden, die eine internationale Aufsicht über ICANN anstelle der derzeitigen amerikanischen Aufsicht nahelegten, legten die USA ihre Position zur Internet Governance dar.

### Weltgipfel in Tunis (2005)
Auch bei den Verhandlungen in den drei Tagen vor dem zweiten Teil des Weltgipfels konnte keine wirkliche Einigung über die zukünftige Ausgestaltung der Internet Governance gefunden werden. Nach wie vor gab es die Verfechter des Status quo auf der einen Seite und diejenigen Länder, die mehr Mitsprache- und Mitbestimmungsrechte im Rahmen einer UNO-Organisation forderten. Wie bereits in Genf, vermied man ein Scheitern des Gipfels dadurch, dass man sich in letzter Stunde auf einen Kompromiss einigte.

### Internet Governance Forum (IGF)
Neben den bereits bestehenden Institutionen, Regelungen und Mechanismen gibt es seit kurzem ein weiteres Gremium: durch einen Beschluss des WSIS wurde ein sogenanntes Internet Governance Forum (IGF) geschaffen, welches durch den Generalsekretär der Vereinten Nationen formell im Juni 2006 einberufen wurde. In diesem Forum diskutieren – im Rahmen eines Multi-Stakeholder-Ansatzes – Interessenvertreter von Staaten, internationalen Organisationen, Privatwirtschaft und Zivilgesellschaft über eine Vielzahl von Problemfeldern des Internets und seine möglichen Regelungen. Das IGF hat gemäß seinem Mandat allerdings nur die Funktion eines Forums und besitzt keine eigene Entscheidungsbefugnis.
Erste Konsultationen zum Internet Governance Forum fanden vom 16.–17. Februar und vom 15.–19. Mai 2006 bei der UNO in Genf unter Leitung von Nitin Desai (Sonderberater des VN-Generalsekretärs für Internet Governance) und des Schweizers Markus Kummer statt.
Nach dem ersten Treffen in Athen vom 30. Oktober bis 2. November 2006 hat sich die brasilianische Regierung bereiterklärt, das zweite IGF vom 12. bis 15. November in Rio de Janeiro auszurichten. Die weiteren IGFs fanden in Indien (2008), Ägypten (2009), Litauen (2010), Kenia (2011), Aserbaidschan (2012), in Indonesien (2013) und in der Türkei (2014) statt.
Die Vorbereitungen des Forums überwacht ein internationales Beratungsgremium (Advisory Group), bestehend aus Vertretern der verschiedenen Interessengruppen; den gemeinsamen Vorsitz haben Nitin Desai und des brasilianischen Diplomat Hadil da Rocha Vianna. Die eigentliche Organisation der Foren erledigt ein Sekretariat in Genf unter Leitung von Markus Kummer.

### Weitere Diskussion
Während der Präsidentschaft von Barack Obama kam es zunehmend zu einer Diskussion über die zentrale Stellung der ICANN innerhalb der Internet-Verwaltung und über die Frage, ob letztere auf eine internationale Behörde übertragen werden könne. Im März 2014 hatte die amerikanische Regierung erstmals angekündigt, unter bestimmten Voraussetzungen könne die Kontrolle über die zentralen Root-Server des Internets abgegeben werden, wenn der IANA-Vertrag im September 2016 ausläuft. Gleichzeitig endete auch das Mandat des Internet Governance Forums, das von der UN-Vollversammlung nicht mehr verlängert worden war. Diskutiert wurde eine Übertragung der Kompetenzen der ICANN auf die Internationale Fernmeldeunion ITU, einer Behörde der Vereinten Nationen, was jedoch im amerikanischen Senat umstritten ist. Schließlich einigte man sich im März 2016 im Rahmen der ICANN-Tagung in Marrakesch darauf, die Aufsicht über die Aufgaben der ICANN von der NTIA auf die Selbstverwaltungsgremien der ICANN selbst zu übertragen und somit die zentrale technische Verwaltung des Internets zu privatisieren.